# カルロス・ミゲウ・コロネウ
カルロス（Carlos）ことカルロス・ミゲウ・コロネウ（ポルトガル語: Carlos Miguel Coronel、1996年12月29日 - ）は、ブラジル出身、パラグアイ代表のサッカー選手。ニューヨーク・レッドブルズ所属。ポジションはGK。

## クラブ歴
レッドブル・ブラジルからレッドブル・ザルツブルクのセカンドチームであるFCリーフェリングにレンタルされた後、レッドブル・ザルツブルクのトップチームに移籍した。
2019年1月24日、フィラデルフィア・ユニオンに1年間のレンタル移籍。

## 代表歴
2013 南米U-17選手権の際に代表に招集された。
2023年7月にパラグアイ出身の母親の国籍を行使して同国籍を取得。8月にパラグアイ代表に招集され、2026 FIFAワールドカップ・南米予選のペルー代表戦でA代表初出場。

## タイトル
FCレッドブル・ザルツブルク
- ブンデスリーガ:2016-17,2017-18
- オーストリア・カップ:2018-19,2019-20